# Twine
Twine è uno strumento software creato da Chris Klimas per la creazione di narrativa interattiva tramite collegamenti ipertestuali nella forma di pagine web. Twine permette la biforcazione delle trame seguendo il modello dei librogame e della avventura testuale.

## Software
Twine è disponibile al download come freeware per macOS e Windows, usando una "node map" permette una rappresentazione visiva della struttura ipertestuale facendo visualizzare le pagine del gioco e le relative interconnessioni.
Alcuni comandi avanzati permettono tramite apposite tag (tipo wikicode) di inserire immagini, creare variabili e controllarle.
Chris Klimas sta lavorando ad una seconda versione di Twine in HTML5, Twine 2, completamente online e in versione pre-alpha.

## Impatto culturale
Twine risulta con la sua accessibilità e la sua struttura visiva come uno tra i più semplici strumenti per la creazione di videogiochi. Le sue caratteristiche hanno permesso di entrare nella filiera produttiva a molti artisti amatoriali facendo di Twine un caso nel mondo Indie.
Molti giochi realizzati attraverso Twine sono stati ben accolti dalla critica: Howling Dogs di Porpentine, ad esempio, ha vinto nelle categorie "Miglior Storia" e "Miglior Scrittura" agli XYZZY awards per le avventure testuali(interactive fiction) del 2012.